# Onthophagus itiokai
Onthophagus itiokai är en skalbaggsart som beskrevs av Ochi, Kon och Kishimoto-yamada 2010. Onthophagus itiokai ingår i släktet Onthophagus och familjen bladhorningar. Inga underarter finns listade i Catalogue of Life.